# Стравча
Стравча је насељено место у саставу општине Конавле, Дубровачко-неретванска жупанија, Република Хрватска.

## Географски положај
Стравча се налази у Конавоским брдима, са северне стране планине Снијежнице, у непосредној близини границе са Босном и Херцеговином, на крају локалног пута који води од Звековице према источном делу Конавоских брда.

## Становништво
На попису становништва 2011. године, Стравча је имала 60 становника.
| Број становника по пописима | Број становника по пописима | Број становника по пописима | Број становника по пописима | Број становника по пописима | Број становника по пописима | Број становника по пописима | Број становника по пописима | Број становника по пописима | Број становника по пописима | Број становника по пописима | Број становника по пописима | Број становника по пописима | Број становника по пописима | Број становника по пописима | Број становника по пописима |
| --------------------------- | --------------------------- | --------------------------- | --------------------------- | --------------------------- | --------------------------- | --------------------------- | --------------------------- | --------------------------- | --------------------------- | --------------------------- | --------------------------- | --------------------------- | --------------------------- | --------------------------- | --------------------------- |
| 1857                        | 1869                        | 1880                        | 1890                        | 1900                        | 1910                        | 1921                        | 1931                        | 1948                        | 1953                        | 1961                        | 1971                        | 1981                        | 1991                        | 2001                        | 2011                        |
| 203                         | 204                         | 187                         | 186                         | 189                         | 186                         | 160                         | 158                         | 143                         | 138                         | 114                         | 86                          | 78                          | 71                          | 57                          | 60                          |

### Попис1991.
На попису становништва 1991. године, насељено место Стравча је имало 71 становника, следећег националног састава:
| Попис 1991.‍ | Попис 1991.‍ | Попис 1991.‍ | Попис 1991.‍ | Попис 1991.‍ |
| ----------- | ----------- | ----------- | ----------- | ----------- |
|             |             |             |             |             |
| Хрвати      | Хрвати      |             | 71          | 100%        |
| укупно: 71  |             |             |             |             |

## Привреда
Привреда је у Стравчи потпуно неразвијена, а малобројно становништво се бави пољопривредом, сточарством и у мањој мери сеоским туризмом.

## Образовање
Прва школа у Стравчи отворена је 1903. године у жупној кући. Због лоших услова за школовање већег броја деце, је изграђена школска зграда 1906. године која је после Другог светског рата постала неупотребљива. Зграда је обновљена 1947. године. Подручном школом постаје 1959/60. године.
Због великог броја деце из околних села шк. год. 1961/62. постаје осмогодишња школа. Крајем шк. год. 1974/75. постаје четвороразредна и тако ради до 1990/91. године, када је у рату поново оштећена.
Од обнављања 1997, као део основне школе из Цавтата, постоји Подручна школа Стравча у који иду ученици са подручја Конавоских брда, Бротница, Стравче, Шиљежака, Дубе Конавоске. Због малог броја ученика данас ради као комбиновани разред, за ученике 1. и 2. разреда.